# Provinciale weg 585
De provinciale weg 585 (N585) is een voormalige provinciale weg in de Nederlandse provincie Limburg. Het betreft de huidige gemeentelijke weg van de A76 ten zuiden van Geleen, via Beek en Geulle naar Bunde. Ter hoogte van Maastricht Aachen Airport had de weg een aansluiting op de A2 richting Eindhoven en Maastricht.
De weg is uitgevoerd als tweestrooks-gebiedsontsluitingsweg met buiten de bebouwde kom een maximumsnelheid van 80 km/h. In de gemeente Beek heet de weg achtereenvolgens Prins Mauritslaan, Wolfeynde, Maastrichterlaan en Hoogkuil. In de gemeente Meerssen heet de weg tussen de aansluiting op de A2 en Geulle Cruisboomveld, Cruisboomstraat en Snijdersberg. Tussen Geulle en Bunde heet de weg Hulserstraat, Oostbroek, Brommelen en Pasweg. Ter hoogte van Bunde draagt de weg de namen Pletsstraat en Maastrichterlaan.
De volledige N585 is in 2007 van de provincie overgedragen aan de desbetreffende gemeenten. Hiermee is het wegnummer officieel verdwenen.
N62 · N69 · N251 · N252 · N253 · N254 · N255 · N256/A256 · N257 · N258 · N260 · N261 · N262 · N263 · N264 · N266 · N267 · N268 · N269 · N270/A270 · N271 · N272 · N273 · N274 · N275 · N276 · N277 · N278 · N279 · N280 · N281 · N282 · N283 · N284 · N285 · N286 · N287 · N288 · N289 · N290 · N291 · N292 · N293 · N294 · N295 · N296 · N296n · N297 · N298 · N300 · N321 · N322 · N324 · N329 · N389 · N394 · N395 · N396 · N397

N556 · N562 · N564 · N570 · N572 · N590 · N595 · N598 · N601 · N602 · N605 · N607 · N612 · N613 · N615 · N616 · N617 · N618 · N620 · N622 · N625 · N629 · N631 · N632 · N637 · N638 · N639 · N640 · N641 · N651 · N652 · N653 · N654 · N655 · N656 · N658 · N659 · N660 · N661 · N662 · N663 · N664 · N665 · N666 · N667 · N668 · N669 · N670 · N671 · N673 · N674 · N675 · N676 · N682 · N683 · N686 · N689 · N690 · N831 · N843

Voormalige provinciale wegen: N299 · N551 · N552 · N553 · N554 · N555 · N560 · N561 · N563 · N565 · N566 · N567 · N568 · N571 · N574 · N580 · N581 · N582 · N583 · N584 · N585 · N586 · N587 · N588 · N589 · N591 · N592 · N593 · N594 · N596 · N597 · N603 · N604 · N606 · N608 · N610 · N611 · N614 · N619 · N621 · N623 · N624 · N626 · N628 · N630 · N634 · N642 · N657